# Carey Hart
Carey Jason Phillip Hart (nascido em 17 de julho de 1975) é um aposentado freestyle motocross, piloto de moto e piloto de caminhão. Ele é conhecido por ser o primeiro a tentar back flip em uma motocicleta de 250cc, e para sua empresa Hart & Huntington Tattoo & Clothing Company. Ele e a cantora Pink estão casados desde 2006.